# Панке, Майкл
Майкл Панке (англ. Michael Punke) — американский писатель, сценарист, посол США во Всемирной торговой организации.

## Биография
Панке родился и вырос в Торрингтоне, Вайоминг. У него есть младший брат Тим и сестра Эми. В детстве увлекался пешими туристскими походами, рыбалкой, охотой, стрельбой. Подростком Майкл проработал около трех лет в Форт-Ларами —  сохранившиеся сооружения крепости, которая в XIX веке была также важным торговым и дипломатическим центром, имеют статус исторического памятника национального значения и находятся на попечении Службы национальных парков.
Майкл Панке учился в Массачусетском университете в Амхерсте, позже перешёл в Университет имени Джорджа Вашингтона, чтобы получить высшее образование со степенью в области международных отношений.
Позже получил степень доктора права Юридической школы Корнелла, где специализировался на торговом праве и был избран главным редактором журнала международного права Корнелла.

## Известные работы
Из-под пера Майкла Панке вышло несколько книг; из них наиболее известен роман «Выживший» (The Revenant, 2002), по которому Алехандро Г. Иньярриту снял в 2015 году одноимённый фильм с участием Леонардо Ди Каприо.